# Asowo
Asowo (ros. Асово) – wieś (sieło) w Rosji, w Kraju Permskim, w rejonie bieriozowskim. W 2010 liczyła 826 mieszkańców.